# Ernesto Nathan Rogers
Ernesto N. Rogers (* 16. März 1909 in Triest, Österreich-Ungarn; † 7. November 1969 in Gardone Riviera) war ein italienischer Architekt und Architekturtheoretiker.

## Leben

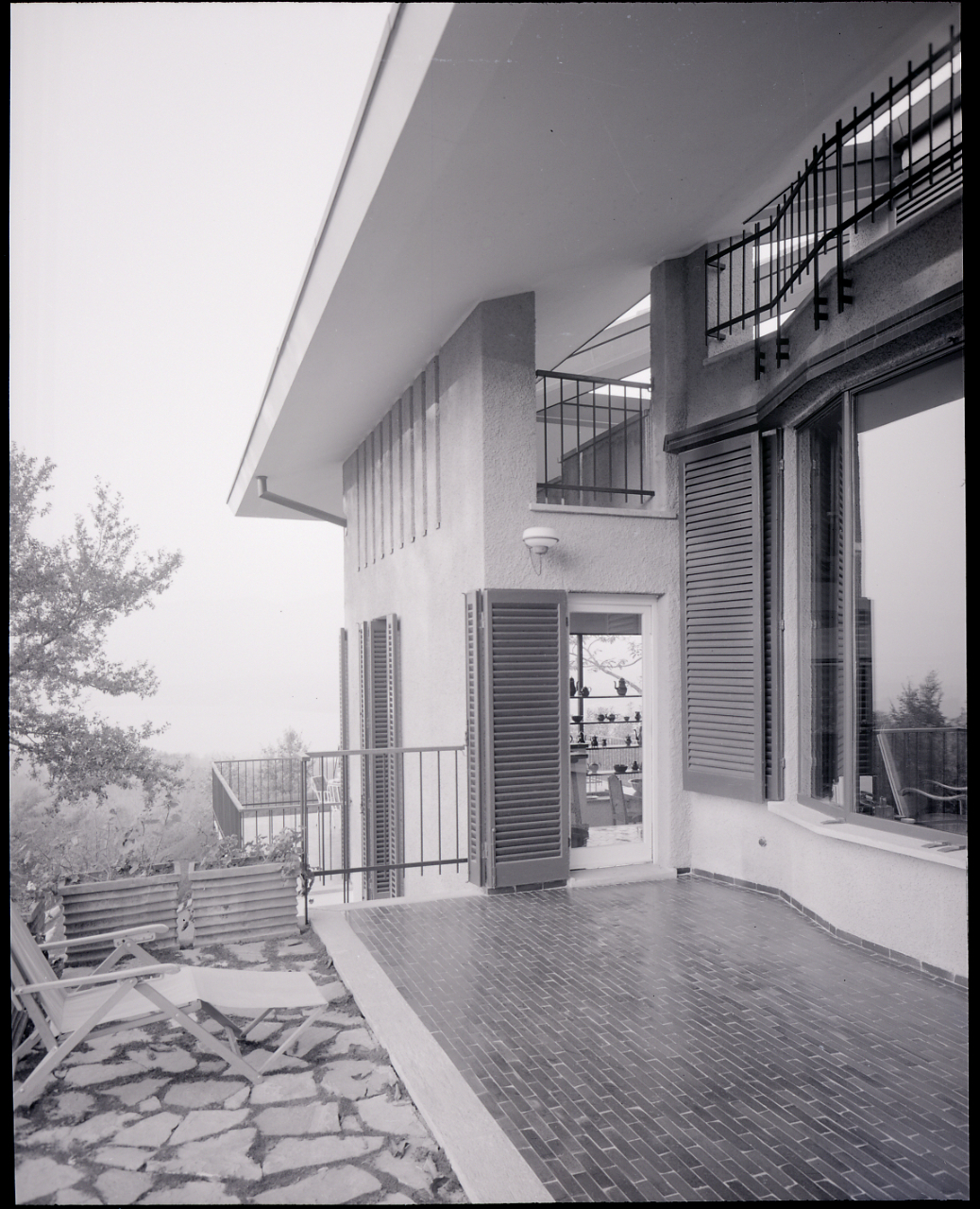
Varese. Villa entworfen vom Architekten Ernesto Nathan Rogers (Fotograf: Paolo Monti)

Ernesto Nathan Rogers wurde 1909 in der damals noch österreichischen Stadt Triest geboren. Sein Vater stammte aus England, seine Mutter aus einer jüdisch-italienischen Familie aus Triest. 1921 zogen seine Eltern mit ihm nach Mailand, wo er das Liceo Classico Parini besuchte. Bereits dort lernte er seine späteren Büropartner Gian Luigi Banfi und Lodovico Barbiano di Belgiojoso kennen. Nach dem Abitur begann Rogers 1927 sein Architekturstudium, 1932 erlangte er sein Diplom an der Fakultät für Architektur der Polytechnischen Universität Mailand.
Zusammen mit drei seiner ehemaligen Studienkollegen gründete er noch im selben Jahr die Architektengemeinschaft BBPR – bestehend aus Gian Luigi Banfi, Lodovico Barbiano di Belgiojoso, Enrico Peressutti und ihm selbst. BBPR begleitete Rogers Schaffen als Architekt für über dreißig Jahre. Neben den teilweise öffentlichkeitsintensiven Projekten der Architektengruppe, engagierte sich Ernesto Nathan Rogers auch an einer rationaleren architekturtheoretischen Debatte und schrieb von 1932 bis 1936 unter anderem für die Zeitschriften La Fiera Letteraria und Quadrante. Aufgrund antijüdischer Gesetze im damals faschistischen Italien floh Rogers 1939 in die Schweiz, wo er bis Kriegsende blieb. In den 1940er Jahren unterrichtete er zunächst am Campo Universitario Italiano in Lausanne, danach auch an der Haute École d'Architecture in Genf.
Nach seiner Rückkehr nach Mailand übernahm er neben der wiederaufgenommenen beruflichen Tätigkeit bei BBPR auch wieder eine aktive Rolle in der architekturtheoretischen Diskussion und dem kultur- und baupolitischen Neuanfang der Nachkriegsjahre. Von 1946 bis 1947 war er Leiter der Zeitschrift „Domus“ und von 1953 bis 1965 Herausgeber der „Casabella“. Ebenfalls 1947 wurde er Mitglied der CIAM (Internationale Kongresse Moderner Architektur) und hatte Kontakte mit gleichgesinnten Vertretern der Moderne, unter anderen mit Walter Gropius, Le Corbusier, Alvar Aalto und Sven Markelius. Insbesondere mit Gropius teilt er ein Interesse an der pädagogischen Rolle für Architekten. Er blieb Mitglied der CIAM bis zu ihrer Auflösung im Jahr 1959.
Zu seinen wesentlichen architekturtheoretischen Schriften zählt der Beitrag „Le preesistenze ambientali“, in dem Rogers für einen Rekurs auf die Geschichte und den Kontext eines Ortes plädiert. Sie bilden für ihn eine wichtige Grundlage des zeitgenössischen Bauens. Rogers kritische Haltung gegenüber einem International Style, der unabhängig von diesen Parametern entwickelt wird, war ein entscheidender Impuls für die Architekturdebatte in Italien und insbesondere auch den CIAM Kongress in Otterlo 1959. Das an einen mittelalterlichen Wehrturm erinnernde Wohn- und Bürohochhaus „Torre Velasca“ im Zentrum von Mailand, das Ernesto Nathan Rogers 1959 im Verlauf des letzten CIAM Kongresses in Otterlo vorstellte, gilt als beispielhafte Umsetzung der von ihm eingeforderten „preesistenze ambientali“.
1952 erhielt Rogers eine Dozentenstelle, und 1962 eine Professur am Polytechnikum Mailand. Rogers unterhielt während dieser Zeit unter anderem auch Gastprofessuren an der Architectural Association in London und der Harvard-Universität in den Vereinigten Staaten. Er blieb am Polytechnikum Mailand bis zu seinem frühen Lebensende im Jahr 1969.

## Lebenswerk
Rogers nachhaltigster Einfluss war seine tragende Rolle, die er in Italiens Übergang vom Rationalismus (Razionalismo) zur Nachkriegsmoderne und einer allgemeinen Akzeptanz derselben spielte, und heute noch spielt. Seine intellektuellen Anstöße waren hier bei weitem ausschlaggebender als seine vom Tragwerk bestimmten Bauten und Entwürfe. Zu den Schülern Rogers zählten unter anderem die Architekten Aldo Rossi, Vittorio Gregotti und Giancarlo De Carlo. Der bekannte englische High-Tech Architekt und Stadtplaner Richard Rogers ist einer seiner Neffen zweiten Grades.
Das erstmals vom Schweizer Architekten und Designer Max Bill verwendete Schlagwort – in dessen Gestaltungsanspruch, ganzheitlich zu denken und zu entwerfen –, die Welt nach konkreten Vorgaben „vom Löffel bis zur Stadt“ zu formen, wurde durch Ernesto N. Rogers zu einem geflügelten Wort in Italien und prägte eine ganze Architekten- und Designergeneration. Max Bills „vom Löffel bis zur Stadt“ (dal cucchiaio alla città) ist für die italienische Designsprache noch heute so grundlegend wie Mies van der Rohes „weniger ist mehr“ für die deutsche.

## Bauten und Projekte
zusammen mit Banfi, di Belgiojoso und Peressutti
- 1936–1937: Masterpläne für das Aostatal und Mailand
- 1946: Denkmal für die italienischen KZ-Opfer in Deutschland (Monumento ai caduti) auf dem Cimitero Monumentale,[8]  Mailand
- 1956–1963: Restaurierung und Einrichtung des Museums Castello Sforzesco, Mailand
- 1956–1958: Neubau des Velasca-Turms (Torre Velasca), Mailand

## Zitate
„Wer heute ein kreatives Problem angeht, muss das eigene Denken in die objektive Realität (...) einfügen, weshalb er ein Bauwerk in Mailand nicht gleich jenem, das er für Brasilien entworfen hätte, zeichnen wird, mehr noch, in jeder Straße von Mailand wird er versuchen, ein den umgebenden Motiven entsprechendes Gebäude zu entwerfen.“
„Ein Gebäude in einer Umgebung zu errichten, die schon von den Werken anderer Künstler charakterisiert ist, erlegt die Verpflichtung auf, diese Präsenzen in dem Sinne zu respektieren, dass man die eigene Energie als neue Nahrung zur Fortführung ihrer Vitalität einbringt.“
Ernesto Nathan Rogers: Le preesistenze ambientali. 1955

## Veröffentlichungen
- Auguste Perret, Il Balcone, Mailand, 1955
- Architettura, misura e grandezza dell'uomo: scritti, Band 1 und 2, Il Poligrafo, Padua, 1956
- Esperienza dell'architettura, Einaudi, Turin, 1958
- L’Utopia della realtà; un esperimento didattico sulla tipologia della scuola primaria, Leonardo da Vinci, Bari, 1965
- Pier Luigi Nervi – Bauten und Projekte, Hatje Cantz Verlag, Ostfildern, 1967
- Editoriali di Architettura, Einaudi, Turin, 1968
- Il senso della storia, continuità e discontinuità, Unicopli, 1999
- Gli elementi del fenomeno architettonico, Marinotti, Mailand, 2006

## Auszeichnungen
- Compasso d’Oro, 1955 und 1962